# Religia w Belize

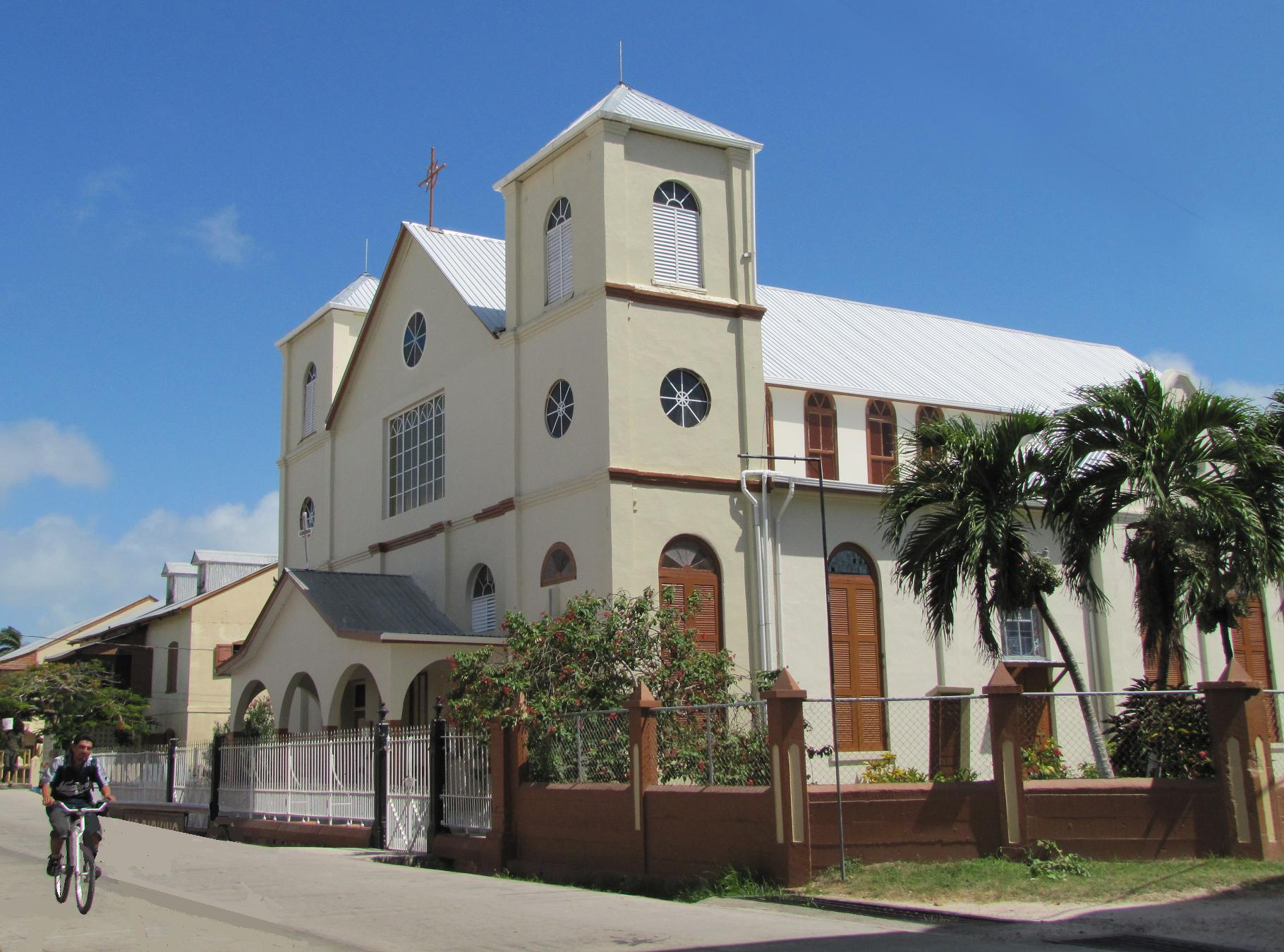
Katolicka katedra w Belize City, zbudowana w 1858

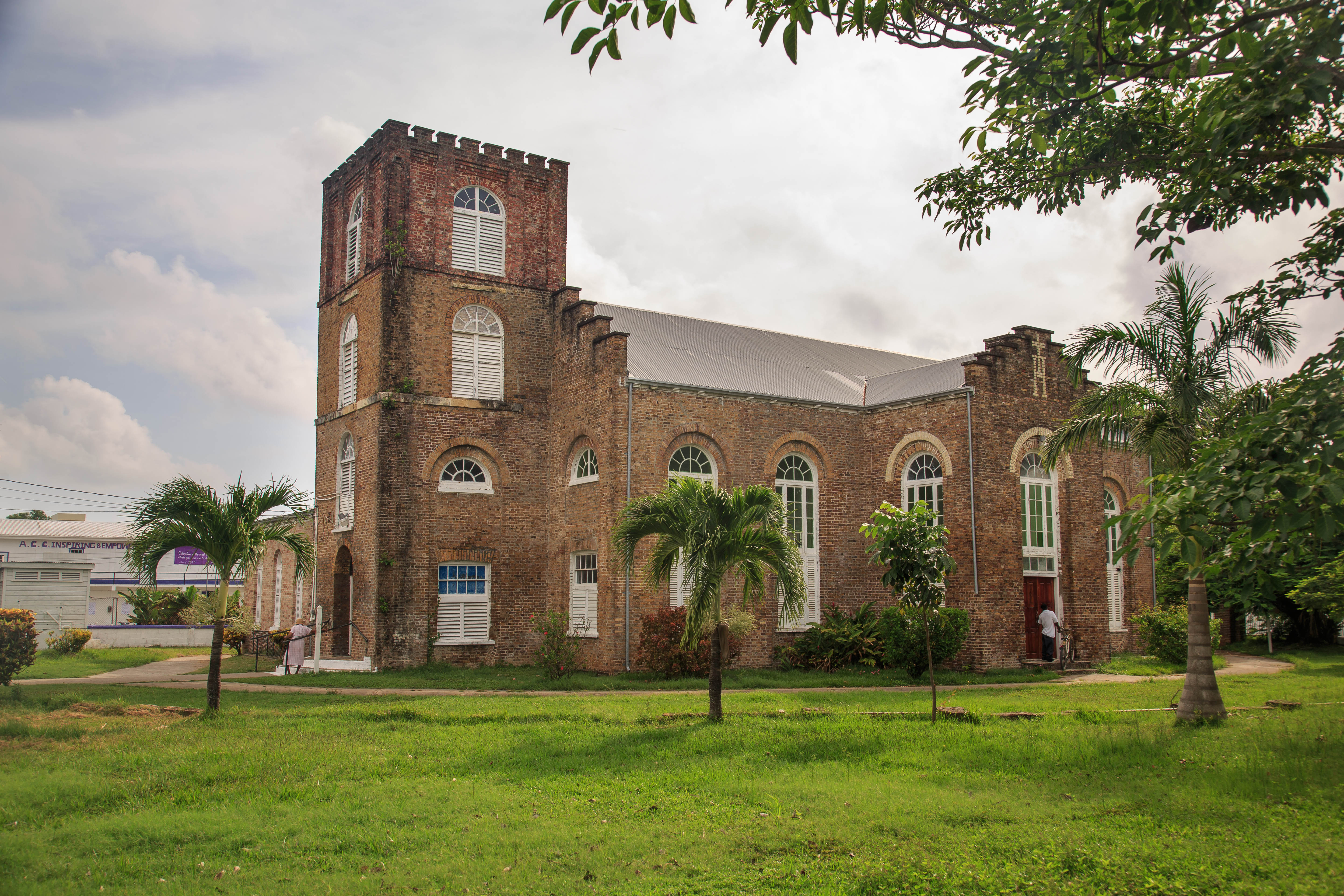
Anglikańska katedra św. Jana w Belize

Dominującą religią w Belize jest chrześcijaństwo wyznawane przez 74,3% społeczeństwa. Według spisu z 2010 roku 10,2% wyznawało inne religie, głównie religie afroamerykańskie i tradycyjną religię Majów. Pozostałe 15,5% nie wyznawało żadnej religii. Wolność religijna jest gwarantowana przez konstytucję i w praktyce przestrzegana przez władzę publiczną.
W skład chrześcijańskiej populacji wchodzą: katolicy (40,4%), protestanci (31,8%), Świadkowie Jehowy (1,7%), oraz mormoni (0,4%). Inne obecne religie z niewielką liczbą (poniżej 1%) wyznawców to: buddyści, hinduiści, muzułmanie, rastafarianie czy też bahaiści.
W przeszłości Belize było przede wszystkim krajem katolickim, ale w ciągu ostatnich 40 lat odsetek katolików stale spada. Belize po raz pierwszy zetknęło się z katolicyzmem za pośrednictwem misjonarzy, którzy przybyli wraz z hiszpańskimi konkwistadorami w latach dwudziestych XVIII wieku. Największy sukces katolicyzm osiągnął w XIX wieku wraz z przybyciem jezuitów, którzy założyli kościoły na terytorium całego kraju.
Wśród protestantów najmocniej swoją obecność zaznaczają: zielonoświątkowcy (8,4%), adwentyści dnia siódmego (5,4%), anglikanie (4,7%), mennonici (3,7%) i baptyści (3,6%).
Żadna grupa religijna nie stanowi większości w żadnym z sześciu dystryktów tego kraju. Katolicy żyją rozproszeni po całym kraju. Mennonici i zielonoświątkowcy skoncentrowani są głównie na obszarach wiejskich w Cayo i Orange Walk.